# Хиди, Исли
Исли Хиди (алб. Isli Hidi; 15 октября 1980, Тирана, Албания) — албанский футболист, вратарь клуба «Вора».

## Биография

### Клубная карьера
Профессиональную карьеру начал в 1998 году в клубе «Тирана» из одноимённого города. В первом сезоне в чемпионате Албании Хиди провёл всего 4 матча. Хиди уступал место в основе другому вратарю — Бленди Наллбани. Всего за первые 3 сезона в команде Исли провёл всего 7 матчей в чемпионате Албании. 19 июля 2000 года дебютировал в еврокубках в матче первого квалификационного раунда Лиги чемпионов против молдавского «Зимбру» (3:2). По итогам двух встреч «Зимбру» победил со счётом (4:6). В сезоне 2001/02 выступал на правах аренды за клуб «Бюлис» из города Бальш, в команде стал основным вратарём и провёл 24 матча в чемпионате Албании. После вернулся в «Тирану» и стал основным игроком. В 2005 году Хиди являлся потенциальным новичком запорожского «Металлурга». В составе «Тираны» Исли Хиди сыграл 117 матчей в чемпионате Албании, шесть раз выигрывал чемпионат, один раз Кубок Албании и четыре раза Суперкубок Албании.
Летом 2007 года перешёл в кривророжский «Кривбасс». В чемпионате Украины дебютировал 22 сентября 2007 года в выездном матче против ужгородского «Закарпатья» (2:3), в этом поединке Хиди пропустил голы от Ивана Козориза и Мирослава Бундаша с пенальти. В сезоне 2007/08 Хиди провёл 18 матчей и пропустил 22 гола. Летом 2008 года был отдан в полугодичную аренду в кипрский клуб «Алки» из города Ларнака и сыграл 12 матчей. Позже Хиди вернулся в «Кривбасс». В сезоне 2009/10 Хиди провёл в чемпионате Украины всего 9 матчей, так как уступал место в основе другим вратарям — Антону Каниболоцкому, Вячеславу Кернозенко и Андрею Федоренко.
Летом 2010 года перешёл в «Динамо» из города Тирана. В составе команды провёл 10 матчей. В январе 2011 года подписал контракт с кипрским «Олимпиакосом» из Никосии. Клуб заплатил за вратаря 30 тысяч евро. В команде Хиди провёл 10 игр. С 2011 года по 2013 год являлся игроком АЕЛа из Лимасол, где он провёл 6 матчей.
В августе 2013 года перешёл в другой клуб из Лимасола, «Аполлон».

### Карьера в сборной
В национальной сборной Албании дебютировал 29 мая 2005 года в выездном товарищеском матче против Польши (1:0), уже на 1-й минуте Хиди пропустил гол от Мацея Журавского. Всего за сборную провёл 17 матчей.

## Достижения
- Чемпион Албании (6): 1998/99, 1999/00, 2002/03, 2003/04, 2004/05, 2006/07
- Обладатель Кубка Албании (1): 1999
- Обладатель Суперкубка Албании (4): 2000, 2003, 2005, 2006